# 學托擴 (紐約州普查規定居民點)
學托擴（英語：Chautauqua）是位於美國紐約州學托擴縣的普查規定居民點。

## 人口
根據2020年美國人口普查的數據，學托擴的面積為1.11平方千米，皆為陸地。當地共有人口218人，而人口密度為每平方千米196.4人。